# 永州 (唐朝)
永州，中国唐朝时设置的州。
唐朝在今广西壮族自治区南丹县西北巴峨设立羁縻州。宋徽宗大观元年（1107年）置羁縻允州（今南丹县星店、大平一带）；宋末改称永州。元成宗大德元年（1297年），羁縻永州改称永州长官司。明太祖洪武七年（1374年）七月，并延州、鸾州、福州、永州入南丹州，属庆远府。